# Jan Zajíc

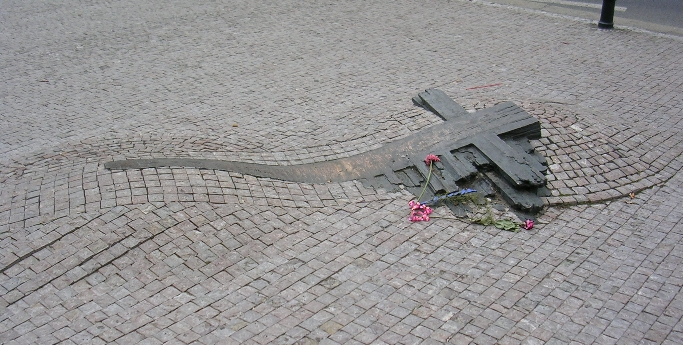
Pomnik Jana Palacha i Jana Zajíca w bruku przed Muzeum Narodowym w Pradze

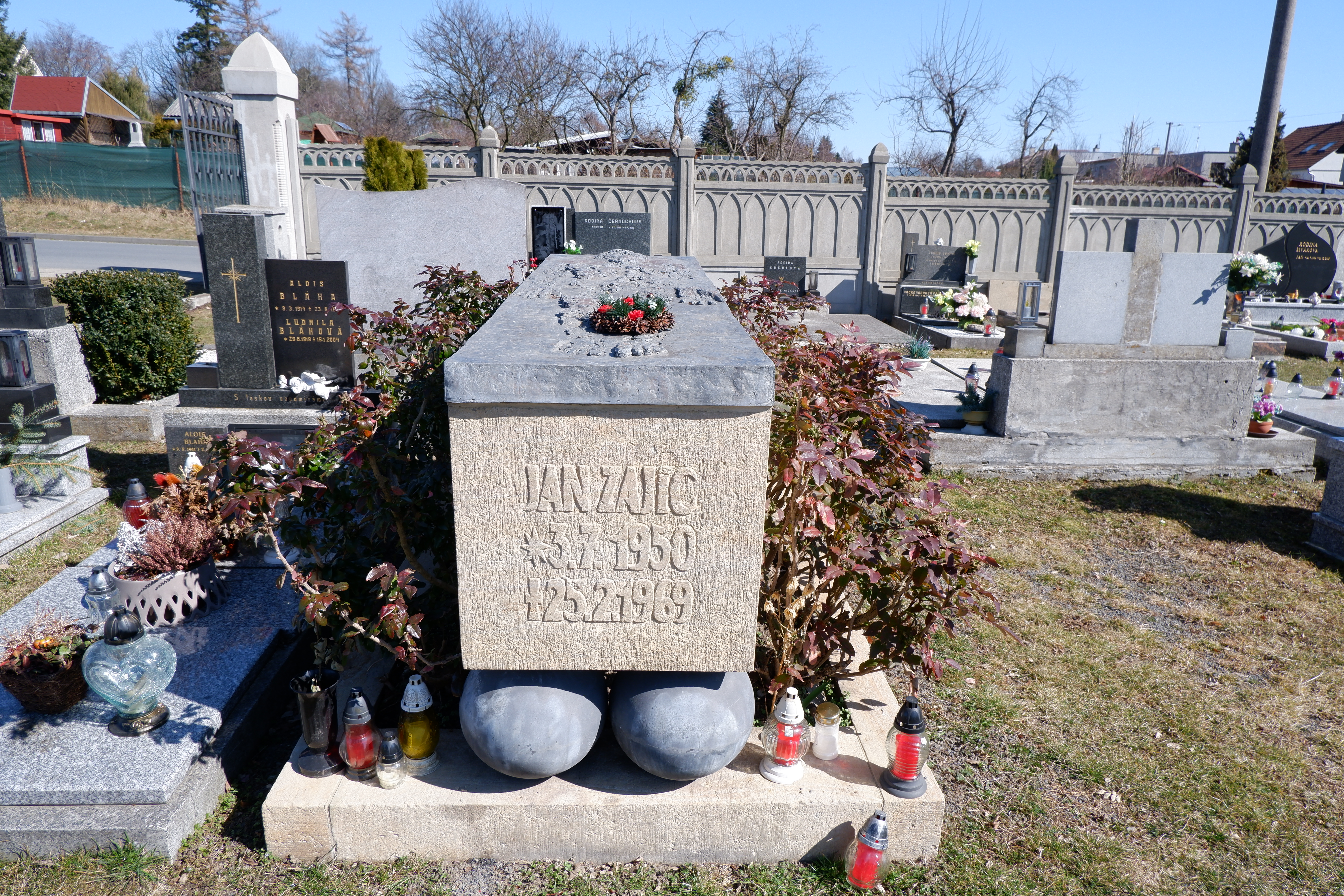
Grób Jana Zajíca na cmentarzu w Witkowie

Jan Zajíc (ur. 3 lipca 1950 w Witkowie, zm. 25 lutego 1969 w Pradze) – czeski uczeń, który dokonał samospalenia protestując przeciw okupacji Czechosłowacji przez wojska Układu Warszawskiego.

## Życiorys
Jan Zajíc był synem sprzedawcy kosmetyków i nauczycielki. Jego rodzice osiedlili się w Witkowie jako przesiedleńcy po II wojnie światowej. Miał starszego brata i młodszą siostrę. Od 1965 roku uczył się w szkole kolejowej w Šumperku. Pierwotnie zamierzał ukończyć liceum i studiować weterynarię, ale choroba ojca i trudna sytuacja finansowa rodziny zmusiły go do zmiany planów. W czasie nauki interesował się literaturą, poezją i próbował pisać wiersze. Był zwolennikiem praskiej wiosny, brał udział w debatach na ten temat.

## Okoliczności śmierci
Po samospaleniu Jana Palacha, Zajíc uczestniczył w głodówce protestacyjnej, która zakończyła się w dniu pogrzebu Palacha. Mniej więcej miesiąc później załamany postępującą tzw. normalizacją i tym, że czyn Palacha nie spowodował trwałych reakcji społecznych postanowił go naśladować. W rocznicę przewrotu komunistycznego z 1948 r. pojechał pociągiem do Pragi wraz z trzema szkolnymi kolegami. Czechosłowacka Służba Bezpieczeństwa wiedziała o jego wyjeździe i z tego powodu Zajíc nie zamierzał się nigdzie zatrzymywać. Po przyjeździe do Pragi kupił w drogerii na ulicy Vodičkovej materiały łatwopalne, pożegnał się z kolegą, któremu oddał dowód osobisty, odezwę do narodu czechosłowackiego, list do rodziców i przyjaciela w Pradze. Potem udał się na Plac Wacława. W jego górnej części w przejeździe domu nr 39 oblał się 7–8 litrami benzyny. Zamierzał wybiec na ulicę, ale to mu się nie udało. Spłonął w głębi przejazdu i zmarł na miejscu. Tragedia rozegrała się ok. 13:30–13:45.
Jan Zajíc pragnął być pochowany w Pradze, ale na to nie zgodziła się Służba Bezpieczeństwa. Jego zwłoki przewieziono do Vítkova, gdzie 2 marca 1969 r. odbył się pogrzeb, w którym uczestniczyło ok. 10 000 osób. Nagrobek dla niego, podobnie jak dla Jana Palacha, wykonał rzeźbiarz Olbram Zoubek.
Po śmierci Zajíca  jego rodzinę dotknęły represje - matka straciła pracę, ojciec został wyrzucony z partii a rodzeństwo miało problemy z dostaniem się na studia.
W liście, który zostawił dla bliskich napisał m.in.:

Kochana mamusiu, kochany ojcze, miły bracie, droga siostro!
Gdy będziecie czytać te linijki będę już martwy, albo prawie martwy. Wiem co wam czynię. Proszę byście nie mieli mi tego za złe. Nie jesteśmy na świecie niestety sami! Nie robię tak dlatego, że jestem znudzony życiem! Robię to bo cenię życie! Wierzę, że w ten sposób poprawię życie innych! Znam cenę życia! Wiem, że jest ono najcenniejsze!

## Upamiętnienie
Po aksamitnej rewolucji przed Muzeum Narodowym ustawiono pomnik ku czci Palacha i Zajíca. W rodzinnym Vítkovie jego imieniem nazwano rynek. W 1991 roku został pośmiertnie odznaczony Orderem Tomáša Garrigue Masaryka I klasy.